# Macieira de Alcoba
Macieira de Alcoba (auch Macieira de Alcôba) ist eine Ortschaft und ehemalige Gemeinde in Portugal.

## Verwaltung
Macieira de Alcoba war Sitz einer gleichnamigen Gemeinde (Freguesia) im Kreis (Concelho) von  Águeda, Distrikt Aveiro. In der Gemeinde Macieira de Alcoba lebten 84 Einwohner (Stand 30. Juni 2011) auf einer Fläche von 7,7 km².
Im Zuge der administrativen Neuordnung zum 29. September 2013 wurde Macieira de Alcoba mit Préstimo zur neuen Gemeinde União das Freguesias de Préstimo e Macieira de Alcoba zusammengefasst.
Folgende Ortschaften liegen in der ehemaligen Gemeinde Macieira de Alcôba:
- Carvalho
- Macieira de Alcoba
- Ribeiro
- Urgueira

## Söhne und Töchter der Gemeinde
- Antonio Ildefonso dos Santos Silva (1893–1958), Bischof von Silva Porto, Angola